# Tiberius Claudius Quintianus
Lucius Tiberius Claudius Aurel(l)ius Quintianus  war ein römischer Politiker und Senator des 3. Jahrhunderts.
Quintianus stammte aus Antiocheia und war ein Urenkel des Kaisers Lucius Verus, mithin – zwar immer über die weibliche Linie – Abkömmling von drei Kaisern. Sein Vater war Lucius Aurellius Commodus Pompeianus, der im Jahre 209 Konsul war. Vor seiner prätorischen Laufbahn war Quintianus Triumvir monetalis (221/2), Quästor, als Kandidat des Kaisers, (228) und Prätor (233). Im Jahre 235 wurde Quintianus ordentlicher Konsul. Er war auch Pontifex.